# Zweiter Lemoinescher Kreis

Die sechs Schnittpunkte der Antiparallelen durch den Lemoine-Punkt mit den Dreiecksseiten liegen einem gemeinsamen Kreis, dem Kosinus-Kreis

Der Kosinus-Kreis oder zweite Lemoinesche Kreis (nach  Émile Lemoine (1840–1912)) eines Dreiecks ist einer der besonderen Kreise der Dreiecksgeometrie.
Schneidet man in einen Dreieck jede Antiparallele zu einer Dreieckseite durch den Lemoinepunkt mit den beiden anderen Dreiecksseiten, so erhält man sechs Schnittpunkte, die auf einem gemeinsamen Kreis liegen, dem Kosinus-Kreis.
Der Mittelpunkt des Kosinus-Kreises ist der Lemoinepunkt und sein Radius kann wie folgt berechnet werden:
{\displaystyle r_{K}=R\tan(\omega )={\frac {abc}{a^{2}+b^{2}+c^{2}}}}
Hierbei sind {\displaystyle a,b,c} die Seiten und {\displaystyle \omega } der Brocard-Winkel des Dreiecks sowie {\displaystyle R}  der Radius seines Umkreises.
Die beiden von den Schnittpunkten gebildeten Dreiecke {\displaystyle \triangle P_{a}P_{b}P_{c}} und {\displaystyle \triangle Q_{a}Q_{a}Q_{c}} sind kongruent und punktsymmetrisch zum Mittelpunkt des Kosinus-Kreises.